# James Hogg
Pour les articles homonymes, voir Hogg.

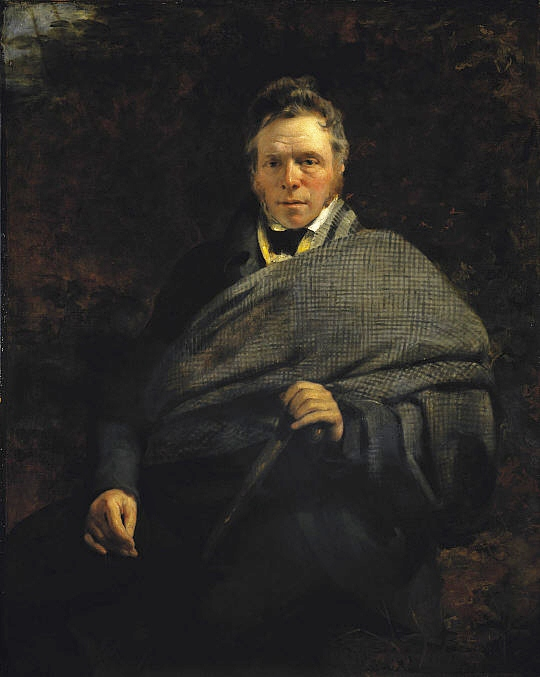
James Hogg

James Hogg, né le 9 décembre 1770, mort le 21 novembre 1835, est un poète et romancier écossais qui écrivait à la fois en scots et en anglais.

## Biographie
Hogg naît dans une ferme près d'Ettrick dans le comté de Selkirk et a été baptisé le 9 décembre. Son éducation est médiocre, et il devient berger, vivant dans une grande pauvreté, d'où son surnom, le berger d'Ettrick. Son employeur, James Laidlaw de Blackhouse, voyant comme il travaille dur pour améliorer sa situation, lui offre de l'aider en mettant des livres à sa disposition. Hogg les emploie surtout pour apprendre à lire et à écrire (objectif qu'il atteint à l'âge de 14 ans). En 1796, Robert Burns meurt ; Hogg, qui venait juste d'entendre parler de lui, est dévasté par cette perte. Il se bat pour faire paraître ses propres poèmes. Laidlaw le présente à Walter Scott, qui lui demande l'aider dans la publication de son recueil Les Ménestrels de la frontière écossaise. En 1801, Hogg visite Édimbourg pour la première fois. Son propre recueil, Le Barde des montagnes, paraît en 1807 et rencontre un immense succès, lui permettant d'acheter une ferme. S'étant fait un nom, il crée une revue littéraire, The Spy, et rédige un poème épique, The Queen's Wake (racontant le retour de la reine Marie Stuart en 1561 après son exil en France), qui est publié en 1813, là encore avec un grand succès. William Blackwood le recrute pour l'Edinburgh Magazine, et il fait la connaissance de William Wordsworth, ainsi que de plusieurs autres gloires littéraires de son temps. Le duc de Buccleuch lui fait cadeau d'une ferme, où il s'installe pour le reste de sa vie.
L'essentiel de la réputation de Hogg repose sur ses œuvres en prose, avec son traité sur le traitement de la maladie du mouton et, en 1824, son roman The Private Memoirs and Confessions of a Justified Sinner (Les mémoires privées et les confessions d'un pécheur justifié), un autre succès majeur. Il devient aussi connu que son héros, Burns.
Aujourd'hui, la poésie et les essais de Hogg ne sont plus autant lus qu'à son époque. Cependant, « Justified Sinner »  Pécheur justifié)a connu un regain d'intérêt notamment grâce à André Gide ; il est maintenant considéré comme l'un des principaux romans écossais de son temps et comme un moyen crucial pour explorer l'un des thèmes clés de la culture et de l'identité écossaises : le Calvinisme. Le roman vaut aussi pour sa structure littéraire particulièrement moderne. Il se présente comme la juxtaposition du récit de l'éditeur et de la confession du pêcheur, les deux récits présentant deux versions contradictoires de la même histoire. Dans un entretien accordé à Melvyn Bragg pour ITV1, le romancier écossais Irvine Welsh citait Hogg, particulièrement « Justified Sinner », comme l'une des principales influences de son écriture.

## Œuvres
- The Forest Minstrel, 1810 (poésie)
- The Pilgrims of the Sun, 1815 (poésie)
- Brownie of Bodsbeck, 1817 (roman)
- Jacobite Reliques, 1819 (collection de chansons protestataires jacobites)
- The Three Perils of Man, 1822 (roman)
- The Three Perils of Woman, 1823 (roman)
- The Private Memoirs and Confessions of a Justified Sinner, 1824 (roman)
- Queen Hynde, 1925 (poésie)
- Songs by the Ettrick Shephard, 1831 (chansons/poésie)
- The Brownie of the Black Haggs, 1828 (nouvelle/conte)
- The Domestic Manner and Private Life of Sir Walter Scott, 1834 (biographie « non autorisée »)
- Tales and Sketches of the Ettrick Shepherd, 1837